# Peginterferon alfa-2b
Peginterferon α-2b (łac. peginterferonum α-2b) – wielofunkcyjny organiczny związek chemiczny zbudowany z interferonu α-2b sprzężonego z glikolem monometoksypolietylenowym. Jest stosowany w leczeniu wirusowego zapalenie wątroby wywołanego przez wirus HCV.

## Budowa i mechanizm działania
Peginterferon α-2b jest otrzymywany poprzez sprzężenie interferonu α-2b, otrzymywanego metodami inżynierii genetycznej z Escherichia coli, z liniową cząsteczką glikolu monometoksypolietylenowego (mPEG) o masie cząsteczkowej ok. 12 kDa. Wiązanie powstaje najczęściej na reszcie His34 w pozycji Nδ1, jednak zidentyfikowano także 11 innych izomerów podstawienia, w których mPEG przyłączony był do innej reszty aminokwasowej.
Aktywność antywirusowa peginterferonu α-2b wynika wyłącznie z obecności reszty interferonu α-2b, natomiast reszta mPEG jest inertna biologicznie, w związku z czym zarówno wolny, jak pegynylowany interferon α-2b wykazują tego samego typu działanie przeciwwirusowe, antyproliferacyjne i immunomodulujące. Łańcuch mPEG obniża aktywność koniugatu w stosunku do wolnego interferonu, jednak w znacznym stopniu zwiększa biologiczny okres półtrwania, z ok. 8 h do ok. 40 h, co pozwala na podawanie preparatu raz na tydzień. Izomer His34-mPEG, stanowiący >50% preparatu, jest izomerem o największej aktywności, stanowiącej 37% wolnego interferonu, podczas gdy np. izomery podstawione na resztach lizyny lub końcu N mają jedynie 11% aktywności. Sumaryczna aktywność mieszaniny izomerów peginterferonu α-2b składających się na produkt farmaceutyczny wynosi wagowo ok. 28% samego białka. Spekuluje się, że prawdopodobną przyczyną niższej aktywności peginterferonu może być zawada steryczna wprowadzana przez dużą resztę mPEG.
Podobną strategię stosuje się do modyfikacji interferonu α-2a. Stosowany w lecznictwie peginterferon alfa-2a zawiera dwa łańcuchy PEG o masie 40 kD.

## Zastosowanie
- przewlekłe wirusowe zapalenie wątroby typu C u dorosłych oraz dzieci powyżej 3 roku życia w połączeniu z innymi produktami leczniczymi[2]

Peginterferon α-2b znajduje się na wzorcowej liście podstawowych leków Światowej Organizacji Zdrowia (WHO Model Lists of Essential Medicines) (2017). Jest dopuszczony do obrotu w Polsce (2018).

## Działania niepożądane
Peginterferon α-2b może powodować następujące działania niepożądane u ponad 10% pacjentów: anoreksja, zaburzenia depresyjne, zaburzenia koncentracji, bezsenność, lęk, labilność emocjonalna, ból głowy, zawroty głowy, duszność, kaszel, biegunka, wymioty, nudności, ból brzucha, kserostomia, łysienie, świąd, suchość skóry, wysypka, mialgia, artralgia, bóle mięśniowo-szkieletowe, odczyn lub zapalenie w miejscu wstrzyknięcia, zmęczenie, astenia, drażliwość, dreszcze, ból, objawy grypopodobne.